# 沙马代勒
沙马代勒（法語：Chamadelle，法語發音：[ʃamadɛl]）是法国吉伦特省的一个市镇，属于利布尔讷区。

## 地理
沙马代勒（45°6'14"N, 0°4'36"W）面积15.35 平方千米，位于法国新阿基坦大区吉倫特省，该省份为法国西南部沿海省份，是法國本土面积最大的省，北起滨海夏朗德省，西临大西洋，南至朗德省，东南接洛特-加龍省，东临多爾多涅省。
与沙马代勒接壤的市镇（或旧市镇、城区）包括：拉巴尔德、圣马丹德库、莱潘蒂尔、莱塞格利索特和沙洛尔、拉戈尔斯、拉克洛特。

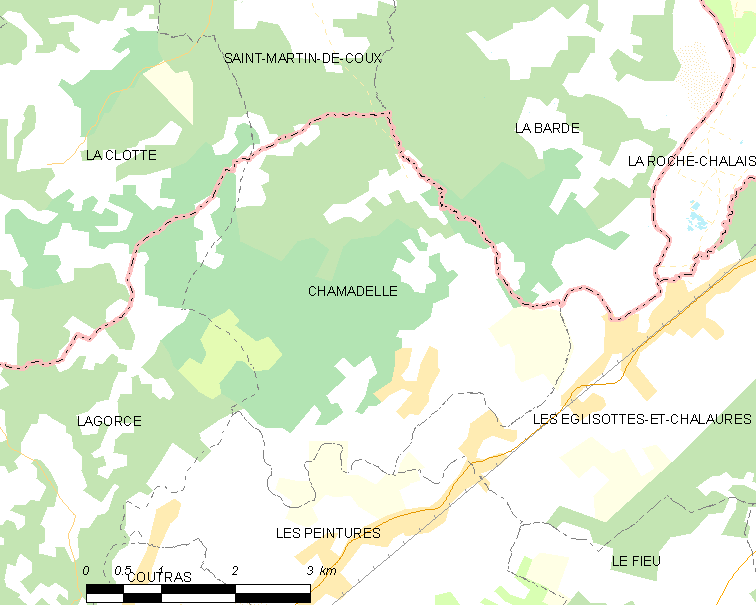
沙马代勒的OSM定位图

沙马代勒的时区为UTC+01:00、UTC+02:00（夏令时）。

## 行政
沙马代勒的邮政编码为33230，INSEE市镇编码为33124。

## 政治
沙马代勒所属的省级选区为北利布尔奈县。

## 人口

1962-2008年间沙马代勒人口变化图示

沙马代勒于2022年1月1日时的人口数量为733人。